# 田浦正巳
田浦 正巳（たうら まさみ、1932年10月6日 - 2011年1月14日）は、日本の男性俳優。本名同じ。旧芸名は田浦 正己。
鹿児島県鹿児島市長田町出身。熊本県立済済黌高校卒業。

## 人物
劇団俳優座第4期生。同期は宇津井健、桐野洋雄、佐藤慶、佐藤允、仲代達矢、中谷一郎。
松竹へ移籍後、1974年に「株式会社 基」を設立し、代表取締役を務めた。
2011年1月14日、死去。78歳没。

## 出演作品

### 映画

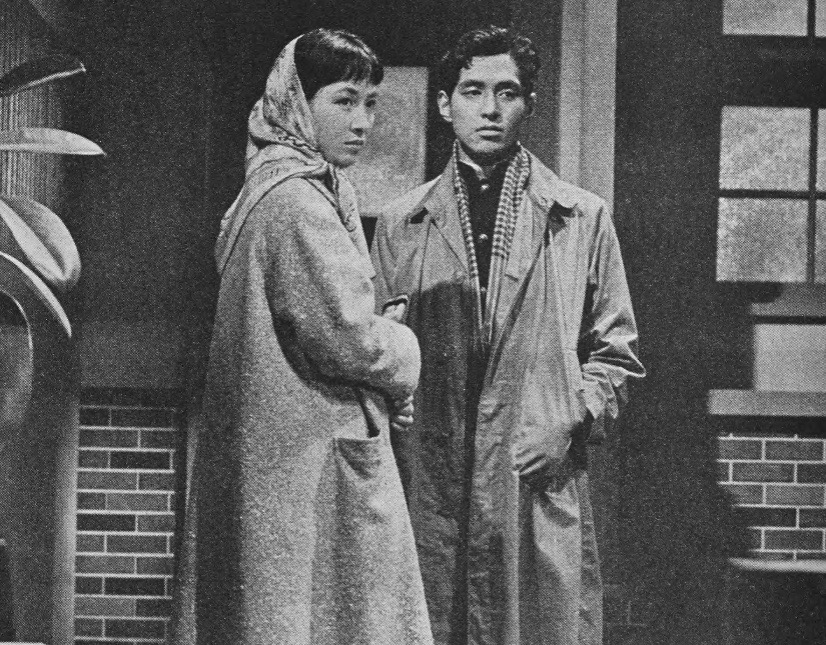
『東京暮色』（1957年）

- 日本の悲劇（1953年） - 井上清一 ※デビュー作
- 沖縄健児隊（1953年） - 上江洲勇
- 陽のあたる家（1954年） - 山田則夫
- 女の園（1954年） - 相良善一
- 陽は沈まず（1954年） - 児玉勇三
- 青春ロマンスシート 青草に坐す（1954年） - 新庄雄一
- 黒い罌粟（1954年） - 榊田和政
- 青春前期（1954年） - 椎ノ木武志
- 忠臣蔵 花の巻・雪の巻（1954年） - 大石主税
- 喧嘩鴉（1954年） - 巳之吉
- この広い空のどこかに（1954年） - 三井
- 女の一生（1955年） - 御木允男
- おとこ大学 新婚教室（1955年） - 一郎
- ママ横をむいてて（1955年） - トモヒコ
- 奥様多忙（1955年） - 桜井次郎
- 愛情会議（1955年） - 石田一郎
- 遠い雲（1955年） - 松本
- 花ひらく（1955年） - 水野直人
- あこがれ（1955年） - 真木一夫
- 若き潮（1955年） - 北岡健一
- 裏町のお嬢さん（1956年） - 浦川正夫
- 早春（1956年） - 北川幸一
- 嫁ぐ日（1956年） - 泰三郎
- 魔の季節 春のみづうみ（1956年） - 坂本高志
- 愛と智恵の輪（1956年） - 菊地進
- ホガラカさん（1956年） - 佐川大助
- 君は花の如く（1956年） - 修治
- 松竹まつりスタア総動員 スタジオ超特急 女優誕生（1956年）
- ここは静かなり（1956年） - 門馬元一
- つゆのあとさき（1956年） - 村岡
- 雲の墓標より 空ゆかば（1957年） - 藤倉晶
- 正義派（1957年） - 清太郎
- 東京暮色（1957年） - 木村憲二
- 土砂降り（1957年） - 須藤竹之助
- 抱かれた花嫁（1957年） - 佐々木次夫
- 逃げだした縁談（1957年） - 瀬戸口正一
- 恋して愛して喧嘩して（1957年） - 笹尾次郎
- 娘三羽烏（1957年） - 多田健太郎
- どろんこ天国（1958年） - 井上孝夫
- 新家庭問答（1958年） - 宮原進
- 幸運の階段（1958年） - 天野輝夫
- 帰って来た縁談（1958年） - 千吉
- 花嫁雲にのる（1959年） - 西条茂樹
- 三人姉妹（1959年） - 原田秀樹
- 「グッドナイト」より真夜中の処女（1959年） - 鶴見
- 白い波涛（1960年） - 滝勇夫
- 伊豆の踊子（1960年） - 栄吉
- 筑豊のこどもたち（1960年） - 谷川先生
- 愛情屋台（1960年）
- 猟銃（1961年） - 津村
- 縞の背広の親分衆（1961年） - 良一
- 北上川悲歌（1961年） - 沢健次 ※主演
- 二人の息子（1961年） - 寺岡
- 罠にはまった男（1972年） - 山科洋介
- 毘沙門天慕情（1973年） - 古林

### テレビドラマ
- 愛とおそれと
- あなたもケチになれる
- ある乾杯
- 怒れ!山猿先生
- 伊都子の結婚
- 異母妹たち
- いまに見ておれ
- 浮世絵 女ねずみ小僧 第2シリーズ
- ウルトラセブン 第41話「水中からの挑戦」（1968年） - SF作家・角谷
- 大江戸捜査網 第1シリーズ
- 大岡政談 池田大助捕物帳
- おかあさん 第2シリーズ
- 男嫌い
- 男の夜明け
- お早いお着きで
- 俺の欲しいもの
- 俺は用心棒
- 女であること
- 女名前に御用心
- 女の顔
- 格言社長と実行社員
- カメラマン物語
- からたち日記
- 帰郷
- 木曽街道いそぎ旅（暗闇の伊蔵）
- 君の名は
- 銀河テレビ小説 わが歌声の高ければ
- 群舞
- 下宿の娘
- 剣客商売
- 恋のパズル
- ここに人あり
- 乞食会社と泥棒会社
- 五人の野武士
- このデッカイ夢
- 最初のサラリー
- さすらいの狼
- さむらい飛脚
- サラリーマン出世太閤記
- 三人の息子
- 三匹の侍 第1シリーズ
- しあわせ
- 死の案内人
- 清水次郎長
- 新・三等重役
- 新十郎捕物帖・快刀乱麻
- 人生の四季
- 雀っ子
- スターダスト
- 素浪人 月影兵庫
- 素浪人 花山大吉
- 青年弁護士
- 銭形平次
- 男性無用
- 鎮花祭
- 妻の詩
- 鉄道公安36号
- 東京警備指令 ザ・ガードマン
- 東京0時刻
- 特別機動捜査隊
- どこかの海で拾った話
- 土曜日の虎
- ナリン殿下への回想
- 逃げろ
- 人形佐七捕物帳
- 能面の家
- 二十歳の設計
- 旗本退屈男
- 花と狼
- 母と子
- 春はあけぼの
- 春は夢に乗って
- 半七捕物帳
- 一つの愛
- 虞美人草
- 夫婦百景
- 二人だけのクリスマス
- ふりまわされる
- プレイガール
- ヘッドライト
- 真冬の夜の夢
- みどり色の恋
- 娘とボロ靴
- 娘の結婚
- 無用ノ介（望月）
- 破れ太鼓
- 柔一筋
- 友情
- 揺れる耳飾り
- ろくろ師
- 若き日の周作
- 若さま侍捕物手帖
- 水戸黄門 第5部 第23話「野望の代償 -唐津-」（1974年9月9日） - 土井利久